# Misrata
Misrata (arabe : مصراته) est une ville de Libye, située à 200 km à l'est de Tripoli, la capitale. Elle est également chef-lieu du district homonyme. Sa population était d'environ 400 000 habitants en 2005. Il s'agit de la troisième ville de Libye par sa population et la capitale économique du pays. Son port, situé à Qasr Ahmad, dispose d’importantes industries de sidérurgie.
La communauté tcherkesse compte 10 000 membres.

## Géographie
La ville occupe une grande oasis au bord du golfe de Syrte séparée de la côte par une zone de dunes. Le cap de Misrata se trouve à 4 kilomètres au nord de la ville et le port de Qasr Ahmed à 12 kilomètres au sud. Celui-ci fait partie de l'agglomération de la ville qui est à 210 kilomètres au sud-est de Tripoli. Elle est reliée par la Via Balbia à Tripoli et à Benghazi, qui passe le long de la côte. D'autres routes la relient à l'intérieur à Sebha et à Ghadamès.

## Histoire
La ville a été fondée par les Romains sous le nom de Tubartis, au IIIe siècle ap. J.-C. Après une période d'abandon elle est reconstruite par les Arabes au VIIe siècle sous le nom de Thubactis, et devient un point d'arrivée des caravanes du désert. Son port datant du XIIe siècle prend de plus en plus d'importance économique dans une zone appelée à l'époque côte des Barbaresques, mais elle perd ce rôle à l'époque ottomane.
La ville est conquise par les Italiens le 8 juillet 1912, à l'issue de la guerre italo-turque. Elle est reprise par la tribu Senoussi en 1915. En 1918, une république locale est proclamée et dure deux ans.
Les Italiens en font la reconquête le 26 février 1923, au cours d'un expédition dirigée par le gouverneur Giuseppe Volpi et le général Pizzari. Les Italiens abandonnent la ville aux Britanniques en janvier 1943.

### Première guerre civile libyenne 2011
Elle est le théâtre d'affrontements pendant la Première Guerre libyenne de 2011. Assiégés, ses défenseurs, partisans du CNT, finissent par repousser les troupes kadhafistes, puis à participer de façon significative à la conquête des villes côtières de Tripolitaine. Une grande partie des constructions qui remontaient à l'époque de la colonisation italienne ont été détruites lors des violents combats et du siège de la ville lors de la révolution de 2011.
La ville est une plaque tournante du commerce régional notamment grâce à ses liens avec le Qatar et la Turquie. Elle est un fief des Frères musulmans dans la région.
Le 17 décembre 2017, lors de la Deuxième guerre civile libyenne, Mohamad Echtewi, maire de Misrata élu en 2014, est brièvement enlevé à sa sortie de l'aéroport, d'où il revenait de Turquie, puis tué.
En janvier 2018, malgré la signature d'un accord autorisant les habitants de Tawarga à revenir dans leur ville, les milices de la ville rivale de Misrata, qui ont pillé et brûlé la ville, les en ont empêchés. La signature de cet accord serait l'une des motivations du meurtre du maire de Misrata, Mohamad Echtewi, en décembre 2017.
On estime en 2019 que Misrata compte 200 milices fortes de 18 000 hommes.

## Personnalités liées à Misrata
- Daniel Bogdanović, footballeur maltais, (1980-), né à Misrata ;
- Abdel Hamid Dbeibah, homme d’affaires et premier ministre de la Lybie depuis 2021, né à Misrata ;
- Mohammed Assaf (1989-), chanteur palestinien, né à Misrata ;
- Fathi Bachagha (1962-), ministre de l'Intérieur du gouvernement Fayez el-Sarraj, né à Misrata ;
- Ali Al-Musrati (1995-), footballeur libyen, né à Misrata[8].

## Voir aussi

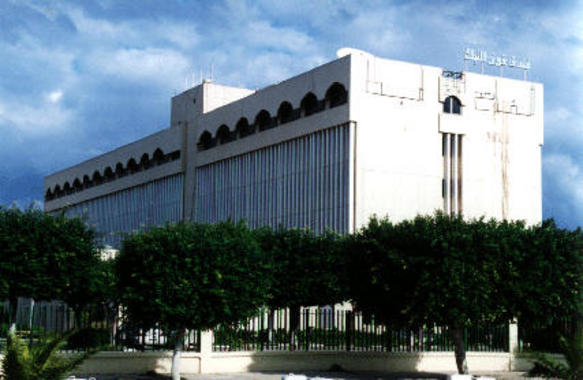
Hôtel construit dans les années 1980